# Belkis Akkale
Belkis Akkale (Istanbul, 17 maggio 1952) è una cantautrice turca di musica folk e di türkü.
La Akkale è alevita.

## Biografia
Da giovanissima, Belkis Akkale attira l'attenzione della propria insegnante, che insiste con la sua famiglia affinché prosegua gli studi di canto. Quindi prende lezioni di musica per 7 anni con Sadi Yaver Ataman, per proseguire al conservatorio (Belediye konservatuari). Appena terminati i suoi studi, ha iniziato a cantare con Adnan Ataman.
Ha fatto il suo primo concerto a 20 anni, facendosi notare da Mustafa Geceyatmaz.
Per 6 anni ha inoltre lavorato in radio.

## Discografia

### Album
- 1982 - Dadey
- 1986 - Güvercinim
- 1987 - Gam Elinden
- 1989 - Gönül Telinden-1
- 1991 - 91'e Merhaba
- 1992 - Ayrılığı Türkülere Sor/Yemen Yolu
- 1994 - Geri Gelmiyor / Bende Yoruldum
- 1999 - Barış Türküsü
- 2009 - Nağmeger / Kaldır Mihrabını